# 櫻木町

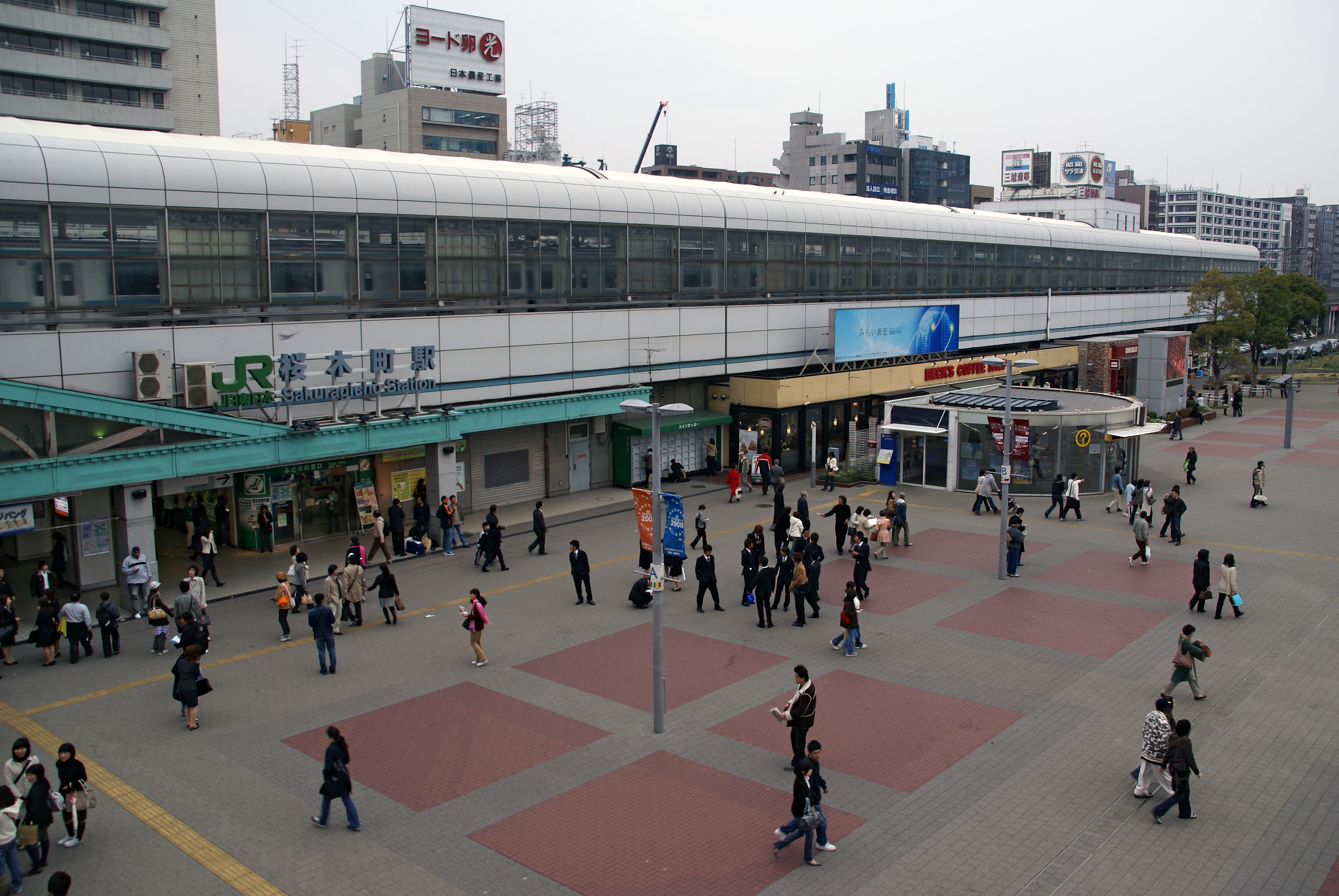

櫻木町（日语：桜木町、さくらぎちょう）是位于日本神奈川縣橫濱市的一个地名。在現在的政區劃分中，櫻木町1～3丁目屬於中區、4～7丁目属于西區。櫻木町自櫻木町車站附近沿JR根岸線向北至高島，南北細長。
2014年7月16日，在櫻木町車站開業了商業設施CIAL櫻木町。

## 外部連結
- 横浜市中区役所 （页面存档备份，存于）